# Philornis
Philornis (лат.) — род двукрылых из семейства настоящих мух подсемейства Azeliinae трибы Reinwardtiini.

## Описание
Ариста длинная, перистая. Усики красновато-жёлтые. Щупики жёлтые. Окраска ног может варьировать от жёлтой до чёрной. Между коготками лапок располагаются две присоски — пульвиллы. Брюшко темное, первые сегменты могут быть жёлтыми.

## Биология
Личинки обитают в гнёздах птиц питаются экскрементами или кровью. В круг хозяев паразитических видов рода Philornis входят 127 видов птиц из отрядов воробьинообразных, соколообразных, совообразных, кукушкообразных, курообразных, голубеобразных, попугаеобразных, стрижеобразных и дятлообразных. Помимо Philornis в семействе настоящих мух паразитами птиц являются представители рода Passeromyia. Вид Philornis vespidicola развивается в гнёздах складчатокрылых ос.

## Классификация
В мировой фауне встречается около 50 видов, распространённых преимущественно в Южной Америке. Шесть видов встречаются в США
- Philornis aitkeni Dodge, 1963
- Philornis albuquerquei Couri, 1983
- Philornis amazonensis Couri, 1983
- Philornis angustifrons (Loew, 1861)
- Philornis bella Couri, 1984
- Philornis blanchardi García, 1952
- Philornis carinata Dodge, 1968
- Philornis cinnamomina (Stein, 1918)
- Philornis deceptiva Dodge & Aitken, 1968
- Philornis diminuta Couri, 1984
- Philornis downsi Dodge & Aitken, 1968
- Philornis falsifica Dodge & Aitken, 1968
- Philornis fasciventris (Wulp, 1896)
- Philornis frontalis Couri, 1984
- Philornis fumicosta Dodge, 1968
- Philornis gagnei Couri, 1983
- Philornis glaucinis Dodge & Aitken, 1968
- Philornis grandis Couri, 1984
- Philornis insularis Couri, 1983
- Philornis isla Couri, 2000
- Philornis lopesi Couri, 1983
- Philornis masoni Couri, 1986
- Philornis mediana Couri, 1984
- Philornis mima (Townsend, 1927)
- Philornis mimicola Dodge, 1968
- Philornis molesta Meinert, 1890
- Philornis nielseni Dodge, 1968
- Philornis niger Dodge & Aitken, 1968
- Philornis obscura (Wulp, 1896)
- Philornis obscurinervis Couri, 1984
- Philornis petersoni Couri, 1984
- Philornis pici (Macquart, 1854)
- Philornis porteri Dodge, 1955
- Philornis querula Dodge & Aitken, 1968
- Philornis rettenmeyeri Dodge, 1963
- Philornis ruforscutellaris Couri, 1983
- Philornis sabroskyi Albuquerque, 1957
- Philornis sanguinis Dodge & Aitken, 1968
- Philornis schildi Dodge, 1963
- Philornis seguyi García, 1952
- Philornis setinervis Dodge, 1963
- Philornis sperophila (Townsend, 1895)
- Philornis torquans (Nielsen, 1913)
- Philornis trinitensis Dodge & Aitken, 1968
- Philornis umanani García, 1952
- Philornis univittata Dodge, 1968
- Philornis vespidicola Dodge, 1968
- Philornis vulgaris Couri, 1984
- Philornis zeteki Dodge, 1963